# Lasioglossum succinipenne
Lasioglossum succinipenne är en biart som först beskrevs av Ellis 1913. Den ingår i släktet smalbin, och familjen vägbin. Inga underarter finns listade i Catalogue of Life.

## Beskrivning
Huvudet, som speciellt hos hanen är påtagligt avlångt, och mellankroppen är ljusgröna till guldgröna. Clypeus är svartbrun på den övre halvan, medan den undre är metalliskt gulbrun hos honan, gul hos hanen. Labrum och käkarna är även de gula hos hanen. Antennerna är mörkbruna, undersidan på de yttre delarna rödbrun till orangegul hos honan, mera rent orange hos hanen. Benen är bruna, med rödbruna fötter på de fyra bakre benen hos honan, gula fötter på alla sex benen hos hanen. Vingarna är halvgenomskinliga med blekt brungula ribbor och vingfästen. Tergiterna på bakkroppen är blågröna, sterniterna bruna, båda med rödaktiga till genomskinligt gula bakkanter. Behåringen är vitaktig och förhållandevis tät, i alla fall hos honan; hanen kan dock ha något kraftigare behåring i ansiktet under ögonen. Som de flesta smalbin är arten liten; honan har en kroppslängd på knappt 5 till drygt 6 mm och en framvingelängd på drygt drygt 3 till drygt 4 mm; motsvarande mått hos hanen är omkring 6 mm för kroppslängden och drygt 4 mm för framvingelängden.

## Utbredning
Utbredningsområdet omfattar västra Nordamerika från sydöstra Alberta, södra Saskatchewan, södra Manitoba och södra Ontario i Kanada över Montana, North Dakota och Minnesota i USA, österut till Wisconsin och Illinois samt vidare söderöver till norra Colorado. Arten är vanlig åtminstone i Mellanvästra USA.

## Ekologi
Lasioglossum succinipenne är polylektisk, den flyger till blommande växter från många olika familjer, som sumakväxter, korgblommiga växter, korsblommiga växter, himmelsblommeväxter, ärtväxter och flenörtsväxter.
Som de flesta medlemmar av undersläktet (Dialictus) är arten ett primitivt socialt bi (en del av de unga honorna stannar kvar i boet som ett slags arbetare och hjälper sin mor).